# Castles, Wings, Stories & Dreams
Castles, Wings, Stories & Dreams è un album dei Nuova Idea pubblicato nel 2010 con la denominazione Paolo Siani & Friends feat. Nuova Idea.

## Il disco
L'album contiene una serie di brani scritti da Paolo Siani ed incisi da lui con la collaborazione di alcuni componenti dei Nuova Idea e di altri musicisti (tra cui i più noti sono Mauro Pagani, Joe Vescovi, Guido Guglielminetti e Roberto Tiranti).

## Tracce
1. Un dono - 2:13
2. Wizard Intro - 3:03
3. Madre Africa - 7:54
4. Questa penombra è lenta - 6:57
5. Chimera - 4:23
6. The Game - 10:38
  1. Wizard of your Sky
  2. Mickey's
  3. Jump
  4. Wizard of your Life
7. Cluster Bombs - 6:43
8. This Open Show - 3:16
9. C'era una volta - 2:59

## Formazione
Gruppo
- Paolo Siani — voce, batteria, basso, tastiere, chitarra elettrica
- Marco Zoccheddu — chitarra elettrica, pianoforte
- Ricky Belloni — chitarra elettrica
- Giorgio Usai — organo Hammond

Altri musicisti
- Roberto Tiranti: voce solista
- Guido Guglielminetti: basso
- Mauro Pagani: flauto
- Carlo Cantini: violino
- Joe Vescovi: organo Hammond
- Alessandro Siani: synth
- Franco Testa: basso
- Gianni Alberti: sax
- Ottavia Bruno: voce
- Alberto Buttarelli: voce, flauto
- Giacomo Caiolo: chitarra acustica
- Nadia Engheben: soprano
- Diego Gordi: pianoforte
- Fabio Gordi: pianoforte
- Daniele Pagani: pianoforte
- Giuliano Papa: violoncello
- Vittorio Pedrali: voce
- Paolo Tixi: batteria